# 1968年オランダグランプリ
1968年オランダグランプリ (1968 Dutch Grand Prix) は、1968年のF1世界選手権第5戦として、1968年6月23日にザントフォールト・サーキットで開催された。
90周で行われたレースは、マトラ・インターナショナルのジャッキー・スチュワートが5番手スタートから優勝、マトラ・スポールのジャン＝ピエール・ベルトワーズが2位、BRMのペドロ・ロドリゲスが3位となった。

## エントリー
F1サーカスがザントフォールトに集まったとき、フィールドは前戦ベルギーGPとほぼ同じであった。ダン・ガーニーは自身のイーグルに使用できるウェスレイクエンジンを持っておらず、ブラバムは彼のために新しいレプコV8エンジンを用意し、3台目として走らせた。クーパーは2週間前にルドビコ・スカルフィオッティがロスフェルドで行われたヒルクライムの事故で亡くなり、ブライアン・レッドマンも前戦ベルギーGPで負傷したため、ルシアン・ビアンキ1台のみ参加した。

### エントリーリスト
| チーム                                                      | No. | ドライバー                     | コンストラクター | シャシー | エンジン                         | タイヤ |
| ----------------------------------------------------------- | --- | ------------------------------ | ---------------- | -------- | -------------------------------- | ------ |
| ブルース・マクラーレン・モーターレーシング                  | 1   | デニス・ハルム                 | マクラーレン     | M7A      | フォード・コスワース DFV 3.0L V8 | G      |
| ブルース・マクラーレン・モーターレーシング                  | 2   | ブルース・マクラーレン         | マクラーレン     | M7A      | フォード・コスワース DFV 3.0L V8 | G      |
| ゴールドリーフ・チーム・ロータス                            | 3   | グラハム・ヒル                 | ロータス         | 49B      | フォード・コスワース DFV 3.0L V8 | F      |
| ゴールドリーフ・チーム・ロータス                            | 4   | ジャッキー・オリバー           | ロータス         | 49B      | フォード・コスワース DFV 3.0L V8 | F      |
| ブラバム・レーシング・オーガニゼーション                    | 5   | ジャック・ブラバム             | ブラバム         | BT26     | レプコ 860 3.0L V8               | G      |
| ブラバム・レーシング・オーガニゼーション                    | 6   | ヨッヘン・リント               | ブラバム         | BT26     | レプコ 860 3.0L V8               | G      |
| ブラバム・レーシング・オーガニゼーション                    | 18  | ダン・ガーニー                 | ブラバム         | BT24     | レプコ 740 3.0L V8               | G      |
| ホンダ・レーシング                                          | 7   | ジョン・サーティース           | ホンダ           | RA301    | ホンダ RA301E 3.0L V12           | F      |
| マトラ・インターナショナル                                  | 8   | ジャッキー・スチュワート       | マトラ           | MS10     | フォード・コスワース DFV 3.0L V8 | D      |
| スクーデリア・フェラーリ SpA SEFAC                          | 9   | クリス・エイモン               | フェラーリ       | 312/68   | フェラーリ 242 3.0L V12          | F      |
| スクーデリア・フェラーリ SpA SEFAC                          | 10  | ジャッキー・イクス             | フェラーリ       | 312/68   | フェラーリ 242C 3.0L V12         | F      |
| クーパー・カー・カンパニー                                  | 12  | ブライアン・レッドマン 1       | クーパー         | T86B     | BRM P142 3.0L V12                | F      |
| クーパー・カー・カンパニー                                  | 14  | ルシアン・ビアンキ             | クーパー         | T86B     | BRM P142 3.0L V12                | F      |
| オーウェン・レーシング・オーガニゼーション                  | 15  | ペドロ・ロドリゲス             | BRM              | P133     | BRM P142 3.0L V12                | G      |
| オーウェン・レーシング・オーガニゼーション                  | 16  | リチャード・アトウッド         | BRM              | P126     | BRM P142 3.0L V12                | G      |
| マトラ・スポール                                            | 17  | ジャン＝ピエール・ベルトワーズ | マトラ           | MS11     | マトラ MS9 3.0L V12              | D      |
| ヨアキム・ボニエ・レーシングチーム                          | 19  | ヨアキム・ボニエ               | マクラーレン     | M5A      | BRM P142 3.0L V12                | G      |
| レグ・パーネル・レーシング                                  | 20  | ピアス・カレッジ               | BRM              | P126     | BRM P142 3.0L V12                | G      |
| ロブ・ウォーカー/ジャック・ダーラッシャー・レーシングチーム | 21  | ジョー・シフェール             | ロータス         | 49       | フォード・コスワース DFV 3.0L V8 | F      |
| シャルル・ホーゲル・レーシング                              | 22  | シルビオ・モーザー             | ブラバム         | BT20     | レプコ 620 3.0L V8               | G      |
| ソース:                                                     |     |                                |                  |          |                                  |        |

追記
- ^1 - レッドマンは前戦ベルギーGPのアクシデントで負傷したため不参加[1]

## 予選
フェラーリのクリス・エイモンがポールポジションを獲得し、ブラバムのヨッヘン・リントとロータスのグラハム・ヒルがフロントローを占めた。ジャック・ブラバムはジャッキー・スチュワート（マトラ-フォード）とともに2列目、3列目はジャッキー・イクス（フェラーリ）とデニス・ハルム（マクラーレン）、そして前戦ベルギーGPでチーム初勝利を挙げたブルース・マクラーレンが占めた。ホンダのジョン・サーティースは、練習走行からZF製デフロックの不具合によって、時にオーバーステア、時にアンダーステアとなる「奇妙なステアリング」に振り回され、マクラーレン勢より後方の9番手と振るわなかった。

### 結果
| 順位    | No. | ドライバー                     | コンストラクター      | タイム  | 差    | グリッド |
| ------- | --- | ------------------------------ | --------------------- | ------- | ----- | -------- |
| 1       | 9   | クリス・エイモン               | フェラーリ            | 1:23.54 | -     | 1        |
| 2       | 6   | ヨッヘン・リント               | ブラバム-レプコ       | 1:23.70 | +0.16 | 2        |
| 3       | 3   | グラハム・ヒル                 | ロータス-フォード     | 1:23.84 | +0.30 | 3        |
| 4       | 5   | ジャック・ブラバム             | ブラバム-レプコ       | 1:23.90 | +0.36 | 4        |
| 5       | 8   | ジャッキー・スチュワート       | マトラ-フォード       | 1:24.41 | +0.87 | 5        |
| 6       | 10  | ジャッキー・イクス             | フェラーリ            | 1:24.42 | +0.88 | 6        |
| 7       | 1   | デニス・ハルム                 | マクラーレン-フォード | 1:24.45 | +0.91 | 7        |
| 8       | 2   | ブルース・マクラーレン         | マクラーレン-フォード | 1:24.58 | +1.04 | 8        |
| 9       | 7   | ジョン・サーティース           | ホンダ                | 1:25.22 | +1.68 | 9        |
| 10      | 4   | ジャッキー・オリバー           | ロータス-フォード     | 1:25.48 | +1.94 | 10       |
| 11      | 15  | ペドロ・ロドリゲス             | BRM                   | 1:25.51 | +1.97 | 11       |
| 12      | 18  | ダン・ガーニー                 | ブラバム-レプコ       | 1:25.79 | +2.25 | 12       |
| 13      | 21  | ジョー・シフェール             | ロータス-フォード     | 1:25.86 | +2.32 | 13       |
| 14      | 20  | ピアス・カレッジ               | BRM                   | 1:26.07 | +2.53 | 14       |
| 15      | 16  | リチャード・アトウッド         | BRM                   | 1:26.72 | +3.18 | 15       |
| 16      | 17  | ジャン＝ピエール・ベルトワーズ | マトラ                | 1:26.76 | +3.22 | 16       |
| 17      | 22  | シルビオ・モーザー             | ブラバム-レプコ       | 1:28.29 | +4.75 | 17       |
| 18      | 14  | ルシアン・ビアンキ             | クーパー-BRM          | 1:28.31 | +4.77 | 18       |
| 19      | 19  | ヨアキム・ボニエ               | マクラーレン-BRM      | 1:28.43 | +4.89 | 19       |
| ソース: |     |                                |                       |         |       |          |

## 決勝

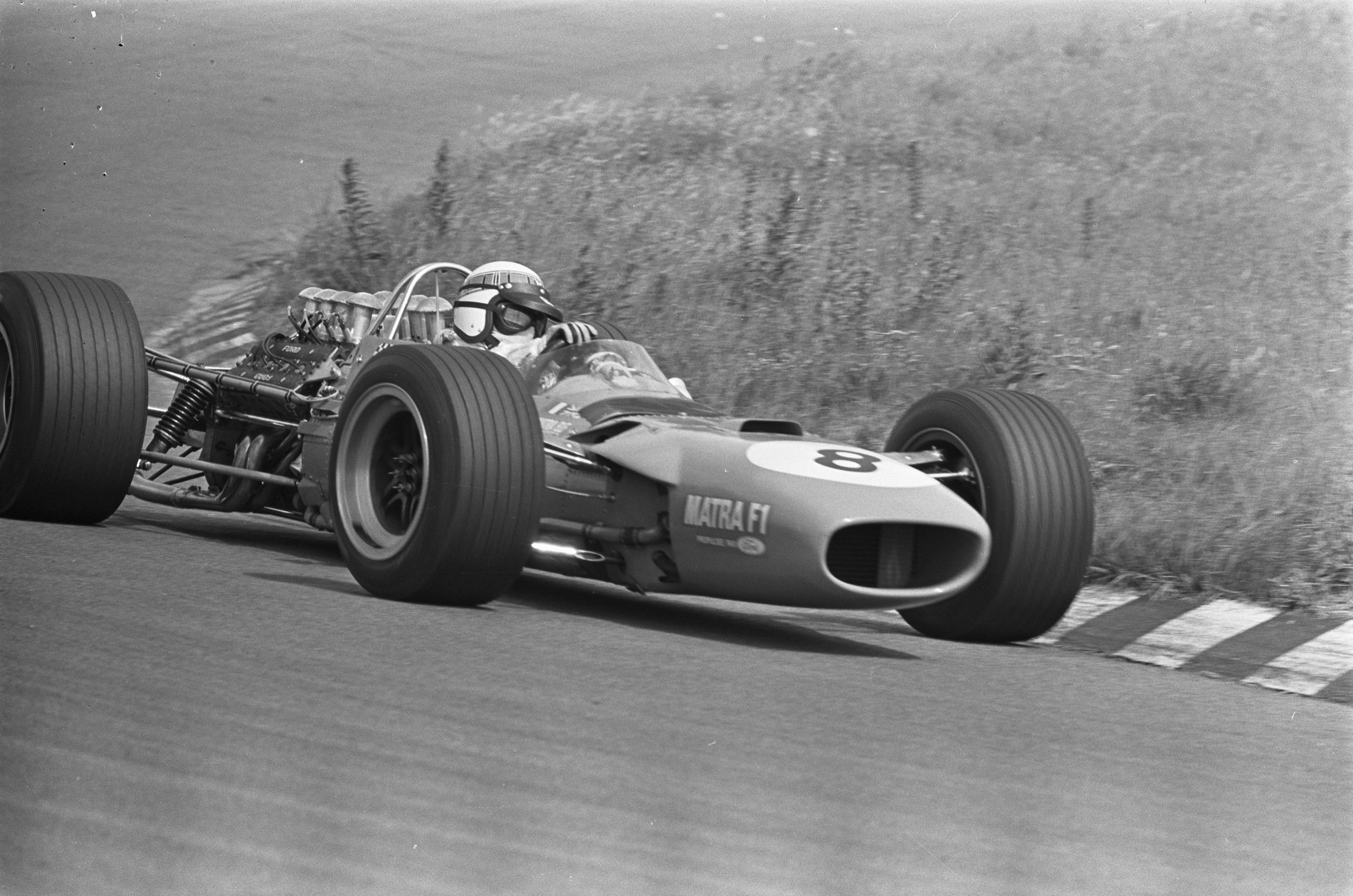
ジャッキー・スチュワートがレースを制した。

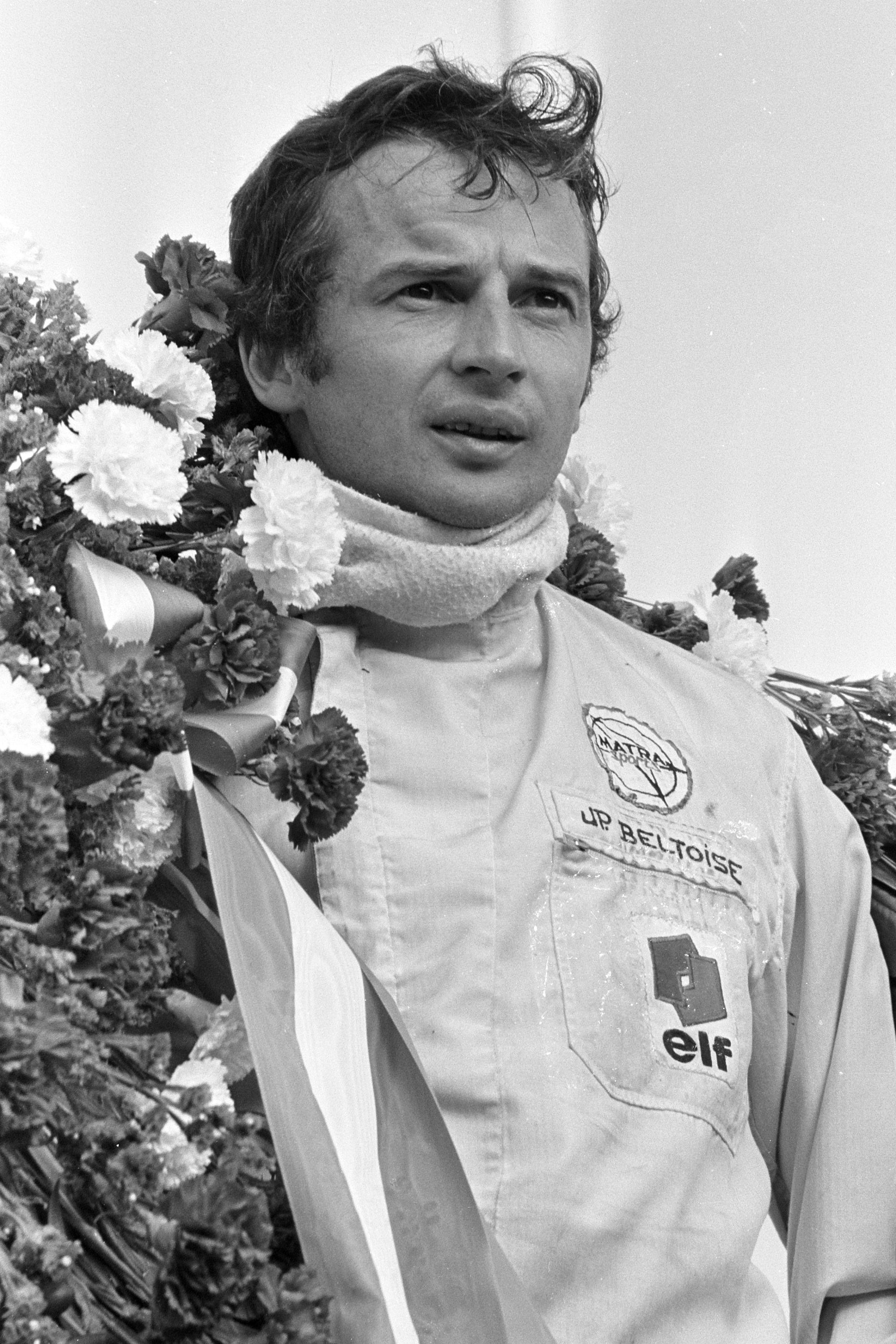
2位のジャン＝ピエール・ベルトワーズ

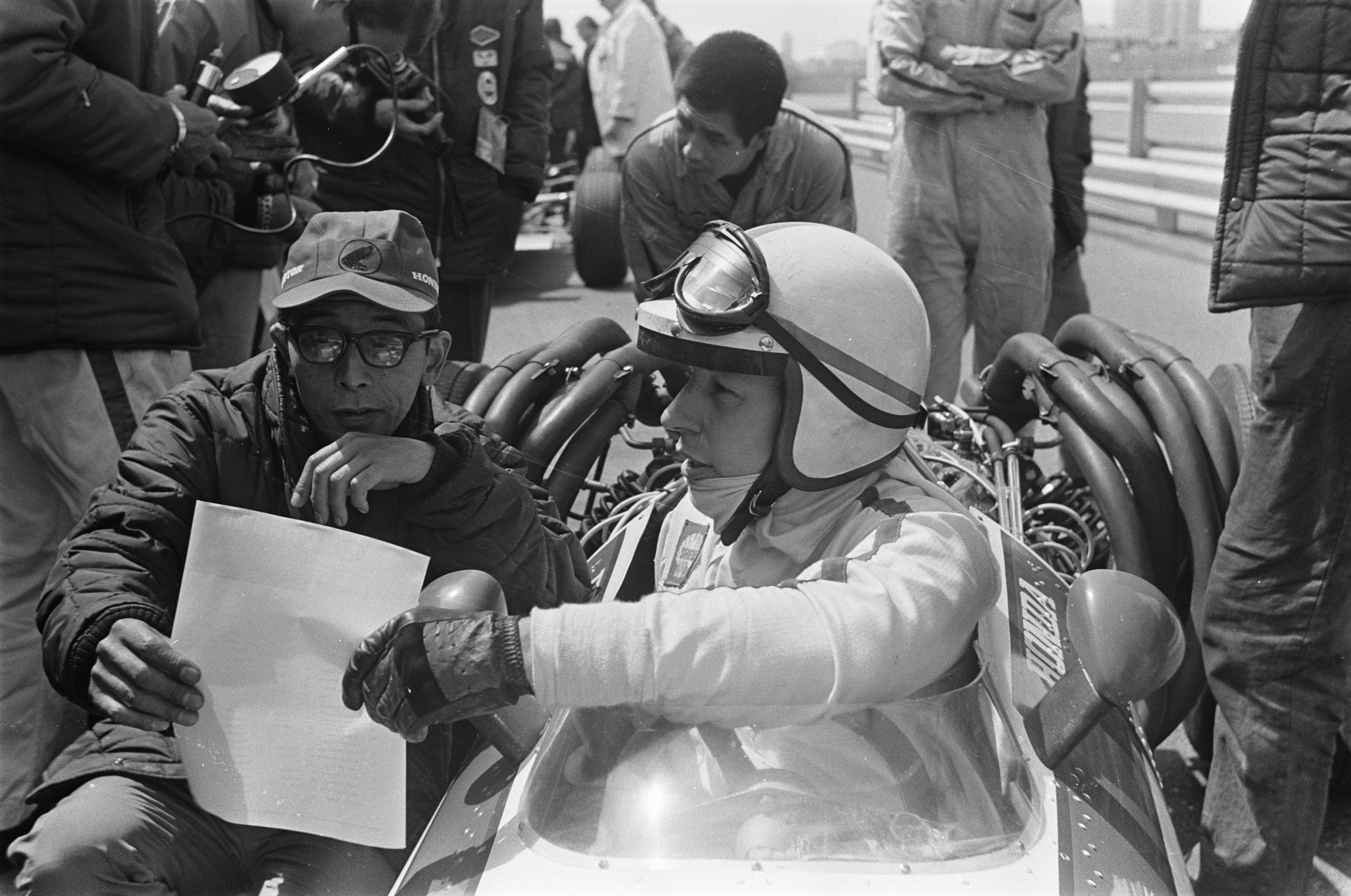
ホンダの中村良夫監督とジョン・サーティース

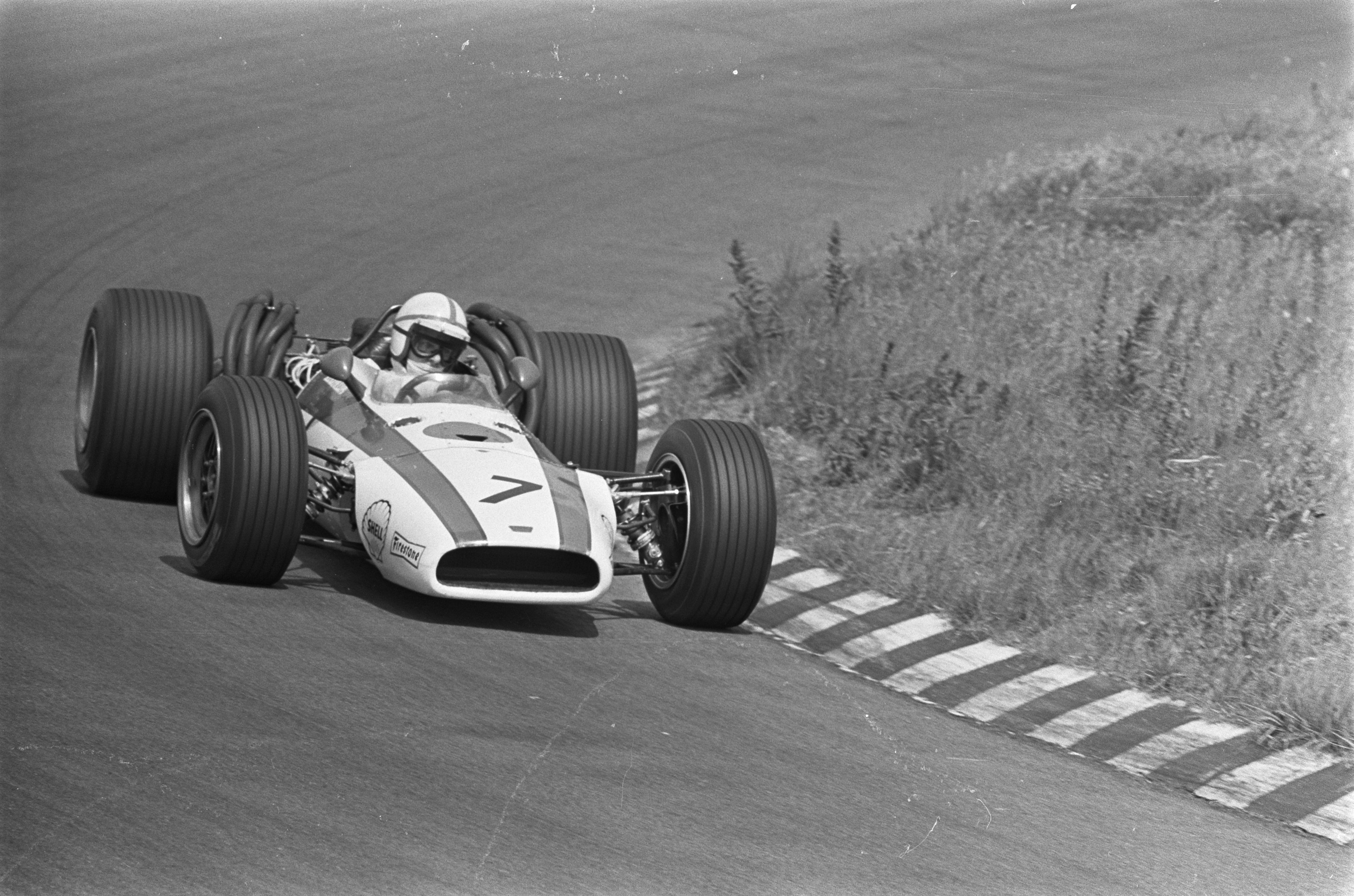
サーティースがドライブするホンダ・RA301

週末は天候が悪く、スタート時は小雨が降っていた。ヨッヘン・リントがリードしたが、1周目が終わるまでにグラハム・ヒルとジャッキー・スチュワートに抜かれて3位に後退した。雨が激しくなった4周目にスチュワートがリードを奪い、すぐに大きなリードを築いた。ヒルは中団グループから抜け出したジャン＝ピエール・ベルトワーズからプレッシャーを受けた。23周目にベルトワーズはスロットルの砂を除去するためにピットインしなければならず、7位に後退した。彼がコースに復帰すると、ダン・ガーニー、ジャッキー・イクス、クリス・エイモン、ペドロ・ロドリゲスを次々とパスして3位に浮上し、50周目にはヒルも抜いて2位に浮上した。ヒルは61周目にスピンを喫してロドリゲスの後方の4位に後退し、82周目に再びスピンを喫し、今度はリタイアしなければならなかった。
スチュワートはベルトワーズを従え、マトラのマシンが1-2フィニッシュを達成した。フランスのコンストラクターがF1世界選手権レースを制したのは初めてのことであった。4月末にハラマ・サーキットで行われたF2レースで右腕を骨折したスチュワートは、2戦を欠場したのち復帰してからもギブスを付けながらの参戦を強いられ、レース後の表彰式もギブスを付けたまま登場した。ロドリゲス（BRM）が3位表彰台を獲得し、イクス（フェラーリ）が4位、シャルル・ホーゲルからブラバムを走らせたシルビオ・モーザーは5位に入賞して初ポイントを獲得したが、優勝したスチュワートからは3周遅れであった。
ホンダ陣営は天候を読み違え、ジョン・サーティースを晴天用タイヤでスタートさせてしまい、降雨により2回のタイヤ交換によって勝機を失った。さらに練習走行で発生した「奇妙なハンドリング」の症状が再び発生し、最後は発電機ローターの脱落によりリタイアした。レース中の「奇妙なハンドリング」の原因はデフロックではなく、コニ製ガス入りダンパーのガスシールが破れ、左フロントのダンパーがスカスカになったためであった。

### 結果
| 順位    | No. | ドライバー                     | コンストラクター      | 周回数 | タイム/リタイア原因 | グリッド | ポイント |
| ------- | --- | ------------------------------ | --------------------- | ------ | ------------------- | -------- | -------- |
| 1       | 8   | ジャッキー・スチュワート       | マトラ-フォード       | 90     | 2:46:11.2           | 5        | 9        |
| 2       | 17  | ジャン＝ピエール・ベルトワーズ | マトラ                | 90     | +1:33.93            | 16       | 6        |
| 3       | 15  | ペドロ・ロドリゲス             | BRM                   | 89     | +1 Lap              | 11       | 4        |
| 4       | 10  | ジャッキー・イクス             | フェラーリ            | 88     | +2 Laps             | 6        | 3        |
| 5       | 22  | シルビオ・モーザー             | ブラバム-レプコ       | 87     | +3 Laps             | 17       | 2        |
| 6       | 9   | クリス・エイモン               | フェラーリ            | 85     | +5 Laps             | 1        | 1        |
| 7       | 16  | リチャード・アトウッド         | BRM                   | 85     | +5 Laps             | 15       |          |
| 8       | 19  | ヨアキム・ボニエ               | マクラーレン-BRM      | 82     | +8 Laps             | 19       |          |
| 9       | 3   | グラハム・ヒル                 | ロータス-フォード     | 81     | アクシデント        | 3        |          |
| NC      | 4   | ジャッキー・オリバー           | ロータス-フォード     | 80     | 規定周回数不足      | 10       |          |
| Ret     | 18  | ダン・ガーニー                 | ブラバム-レプコ       | 63     | スロットル          | 12       |          |
| Ret     | 21  | ジョー・シフェール             | ロータス-フォード     | 55     | ギアボックス        | 13       |          |
| Ret     | 7   | ジョン・サーティース           | ホンダ                | 50     | オルタネーター      | 9        |          |
| Ret     | 20  | ピアス・カレッジ               | BRM                   | 50     | スピンオフ          | 14       |          |
| Ret     | 6   | ヨッヘン・リント               | ブラバム-レプコ       | 39     | イグニッション      | 2        |          |
| Ret     | 5   | ジャック・ブラバム             | ブラバム-レプコ       | 22     | スピンオフ          | 4        |          |
| Ret     | 2   | ブルース・マクラーレン         | マクラーレン-フォード | 19     | アクシデント        | 8        |          |
| Ret     | 1   | デニス・ハルム                 | マクラーレン-フォード | 10     | イグニッション      | 7        |          |
| Ret     | 14  | ルシアン・ビアンキ             | クーパー-BRM          | 9      | アクシデント        | 18       |          |
| ソース: |     |                                |                       |        |                     |          |          |

ファステストラップ
- ジャン＝ピエール・ベルトワーズ - 1:45.91（6周目）

ラップリーダー
- グラハム・ヒル - 3周 (Lap 1-3)
- ジャッキー・スチュワート - 87周 (Lap 4-90)

## 第5戦終了時点のランキング
|         | 順位 | ドライバー               | ポイント |
| ------- | ---- | ------------------------ | -------- |
|         | 1    | グラハム・ヒル           | 24       |
| 11      | 2    | ジャッキー・スチュワート | 12       |
| 2       | 3    | ペドロ・ロドリゲス       | 10       |
| 2       | 4    | デニス・ハルム           | 10       |
| 2       | 5    | ブルース・マクラーレン   | 9        |
| ソース: |      |                          |          |

|         | 順位 | コンストラクター      | ポイント |
| ------- | ---- | --------------------- | -------- |
|         | 1    | ロータス-フォード     | 29       |
|         | 2    | マクラーレン-フォード | 17       |
|         | 3    | BRM                   | 16       |
| 2       | 4    | マトラ-フォード       | 15       |
|         | 5    | フェラーリ            | 10       |
| ソース: |      |                       |          |

- 注:  トップ5のみ表示。前半6戦のうちベスト5戦及び後半6戦のうちベスト5戦がカウントされる。